# Monaster św. Mikołaja na Ugrieszy

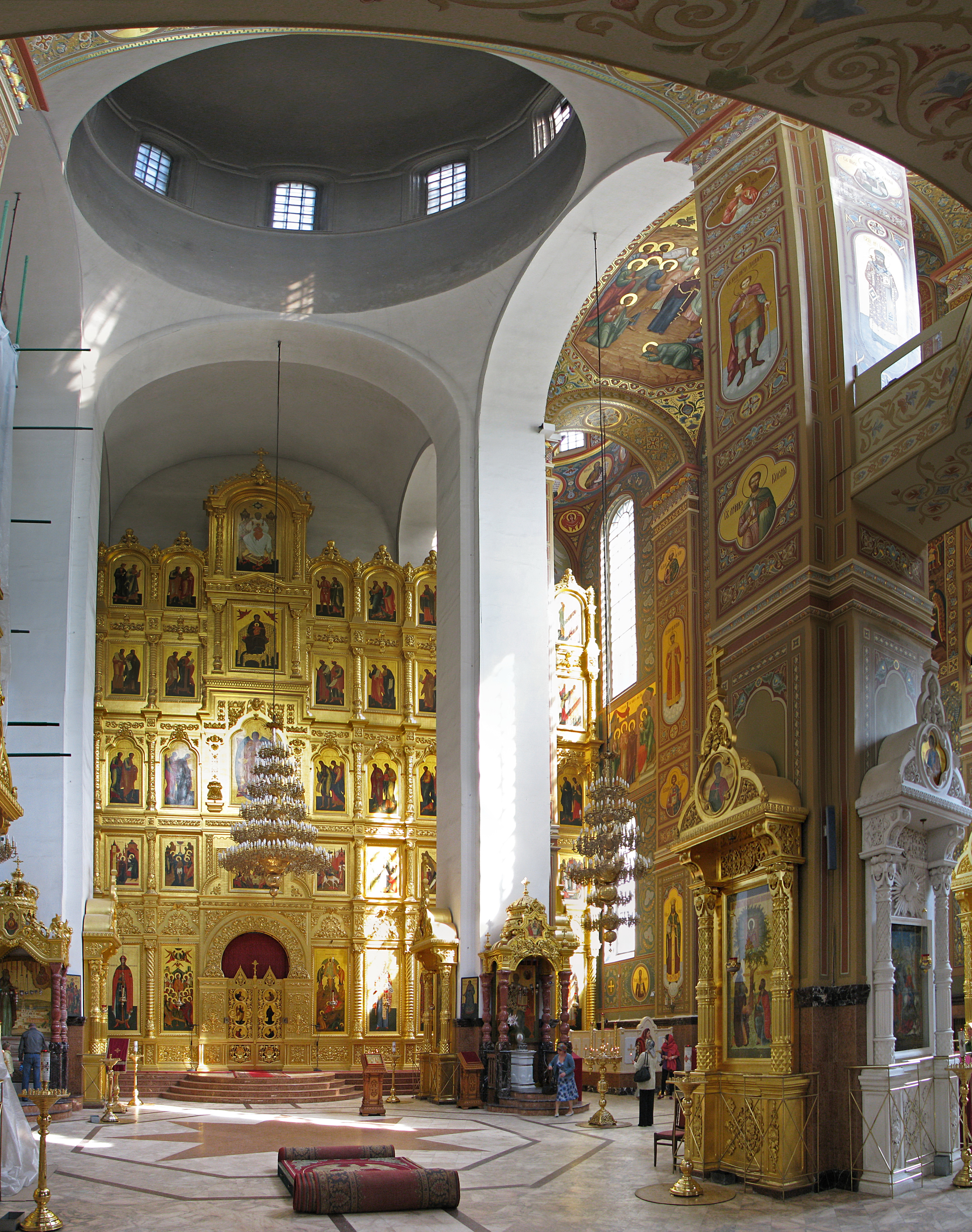
Wnętrze soboru Przemienienia Pańskiego (2009)

Monaster św. Mikołaja na Ugrieszy (cs. Nikoło-Ugrieszskij monastyr' ) – męski klasztor prawosławny, w jurysdykcji Rosyjskiego Kościoła Prawosławnego na prawach stauropigii. Położony jest w granicach miasta Dzierżynskij w obwodzie moskiewskim.

## Historia

### Powstanie monasteru
Monaster, według tradycji (dokumenty nie zachowały się) założył w 1380 książę Dymitr Doński. Według cerkiewnej tradycji w miejscu, gdzie powstała wspólnota, Dymitr Doński rozbił obóz, udając się na walkę z chanem Mamajem. W czasie modlitwy do rąk księcia miała spłynąć z nieba ikona św. Mikołaja. Powracając po zwycięskiej bitwie, Dymitr Doński polecił odprawienie w tym samym miejscu molebna, nazwał je Ugrieszą i nakazał zbudować monaster, którego patronem miał być właśnie św. Mikołaj. Najprawdopodobniej najstarsze zabudowania monasterskie, podobnie jak w przypadku innych klasztorów powstałych w tym samym okresie w państwie moskiewskim, był wzniesione z drewna. Z racji ufundowania monasteru przez Dymitra Dońskiego książęta moskiewscy byli ktitorami wspólnoty i najprawdopodobniej (dokumenty nie zachowały się) klasztor już w momencie powstania otrzymał znaczne nadania ziemskie. Centrum monasteru stanowiła drewniana cerkiew św. Mikołaja, którą zastąpiono świątynią murowaną na przełomie wieków XIV i XV.

### XVI–XVII w.
W 1521 monaster został całkowicie spalony przez Tatarów. Do jego odnowienia doszło przed 1545, gdyż w wymienionym roku klasztor odwiedził car Iwan IV Groźny, który w czasie swojej wizyty potwierdził wyłączne prawa wspólnoty do 14 wsi oraz do korzystania z darowanych jej wcześniej lasów i łąk. Kolejne gramoty carskie jeszcze poszerzyły przywileje ekonomiczne i majątek monasteru. W XVI w. przełożeni monasteru cieszyli się znacznym autorytetem, uczestniczyli w soborach ziemskich oraz w wyborach metropolitów, a następnie patriarchów moskiewskich i całej Rusi.
W lutym 1602 Dymitr Samozwaniec I zbiegł do monasteru na Ugrieszy z Monasteru Czudowskiego. Cztery lata później przełożony monasteru był jednym z uczestników ceremonii koronacyjnej Wasyla Szujskiego. W 1610 w klasztorze przez krótki czas przebywał Dymitr Samozwaniec II razem z Maryną Mniszchówną. Ihumen monasteru na Ugrieszy, Jonasz, należał do „wielkiego poselstwa” metropolity jarosławskiego i rostowskiego Filareta do króla polskiego Zygmunta III Wazy i został razem z jego pozostałymi uczestnikami uwięziony; zmarł w niewoli. W 1611 w monasterze zbierali się ochotnicy pierwszego pospolitego ruszenia, którego celem było wyparcie sił polskich z Rosji i zakończenie smuty.
Okresem szybkiego rozwoju monasteru nastąpił po objęciu tronu w Rosji przez dynastię Romanowów. W XVII i XVIII w. klasztor składał się z zespołu budynków mieszkalnych i gospodarczych, dysponował trzema świątyniami murowanymi (soboru św. Mikołaja, cerkwi Zaśnięcia Matki Bożej z refektarzem, cerkwi Obrazu Chrystusa Nie Ludzką Ręką Uczynionego), na jego terenie istniał także osobny budynek z pokojami dla cara i patriarchy. Dobroczyńcą monasteru był car Michał Romanow, który odwiedzał klasztor co najmniej dziewięciokrotnie i który przekazał mu szereg cennych darów. Do monasteru na Ugrieszy regularnie pielgrzymował również jego następca Aleksy. Okres jego panowania uważa się za czas najprężniejszego rozwoju klasztoru. W 1666 w monasterze przetrzymywani byli przywódcy ruchu staroobrzędowego protopop Awwakum Pietrow oraz Nikita Pustoswiat, zaś przełożony monasteru, ihumen Wincenty, na polecenie cara podjął ostatnią próbę przekonania ich do słuszności reformy liturgicznej patriarchy Nikona. Na dowód zaufania i szacunku dla klasztoru w 1671 car przekazał wspólnocie ozdobny żywot św. Mikołaja. Tradycja pielgrzymek cara do monasteru zaczęła upadać za panowania następcy Aleksego, Fiodora; klasztor nie stracił jednak całkowicie na znaczeniu, jego przełożeni w dalszym ciągu brali udział w intronizacjach patriarchów i koronacjach carów. W 1698 w klasztorze więziono część uczestników buntu strzelców.

### Upadek monasteru w XVIII w.
W XVIII w., pozbawiony dotychczasowego zainteresowania i protekcji carów, monaster coraz bardziej tracił na znaczeniu. Spadała także liczba zamieszkujących go mnichów, w końcu XVIII w. było ich 25, co stanowiło jedną czwartą dawnej liczby. Powtarzały się przypadki ucieczek zakonników z monasteru, dokonywania przez nich kradzieży; zachowały się także skargi na przełożonych monasteru. W XVIII w. trzech z nich straciło tę godność z powodu ucisku miejscowej ludności lub ogólnej niezdolności do kierowania klasztorem i zarządzania jego majątkiem. Równocześnie, zgodnie z decyzją konsystorza eparchii moskiewskiej, do klasztoru mogli być kierowani inwalidzi oraz więźniowie. W XVIII w., po powtarzających się prośbach przełożonych do Świątobliwego Synodu Rządzącego, w monasterze przeprowadzony został częściowy remont, obejmujący odnowienie cerkwi Zaśnięcia Matki Bożej, budowę trójkondygnacyjnej dzwonnicy (1761) oraz dostawienie kaplicy św. Mikołaja do bramy wjazdowej na teren klasztoru. W 1764, gdy Katarzyna II przeprowadziła sekularyzację majątków monasterskich, przyznając klasztorom utrzymanie państwowe, monaster na Ugrieszy został zaliczony do klasztorów III klasy, otrzymujących rocznie 950 rubli na utrzymanie 12 mnichów. W 1777 przełożony monasteru ponownie bezskutecznie ubiegał się o środki na nowy remont monasteru. Z powodu braku funduszy jedna z jego cerkwi, zniszczona świątynia Obrazu Chrystusa Nie Ludzką Ręką Uczynionego, została całkowicie rozebrana. W 1834 liczba mnichów przebywających w monasterze spadła do sześciu, oprócz nich w klasztorze żyło także czterech posłuszników; rozważana była likwidacja wspólnoty.

### XIX w. Powtórny rozkwit monasteru

Ściana Palestyńska

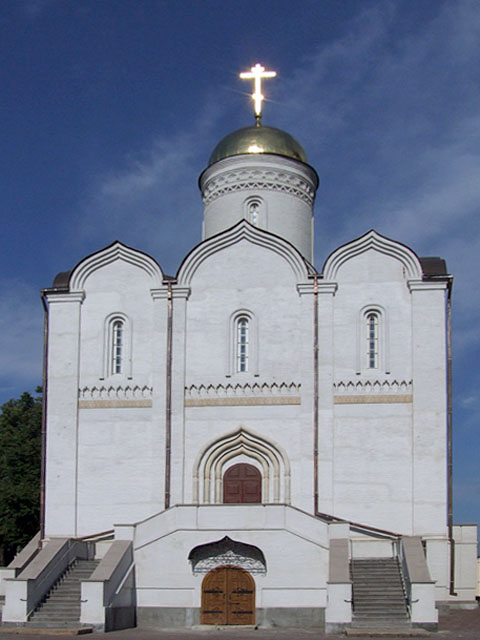
Sobór św. Mikołaja w kompleksie klasztornym

Do odnowienia życia monastycznego w klasztorze przyczynił się kierujący nim w latach 1834–1852 ihumen Hilary, zarekomendowany metropolicie moskiewskiemu Filaretowi przez ihumena Ignacego (Brianczaninowa). Ihumen Hilary podniósł poziom życia duchownego w klasztorze, zaś dzięki pojawieniu się nowych prywatnych ofiarodawców możliwe były także remonty i rozbudowa cerkwi Zaśnięcia Matki Bożej i soboru św. Mikołaja, podwyższenie dzwonnicy oraz wzniesienie nowych świątyń: cerkwi refektarzowej Świętych Mateusza i Paraskiewy (1854), szpitalnej Ikony Matki Bożej „Wszystkich Strapionych Radość” (1857–1860). Monaster odzyskał także znaczenie jako ośrodek pielgrzymkowy. Od 1849 monasterem stale opiekowała się rodzina Aleksandrowów, którzy przekazali wspólnocie dary o łącznej wartości ok. 300 tys. rubli oraz zakupili dla niej dom w Moskwie wart 110 tys. rubli. Na terenie kompleksu klasztornego wzniesiono także szpital i przytułek, całość otoczono murem, którego północna część w symboliczny sposób ukazywała Święte Miasto Jerozolimę (tzw. Ściana Palestyńska lub Jerozolimska). Rozkwit monasteru trwał także w czasach kierowania nim przez ihumena Pimena, ucznia duchowego poprzedniego przełożonego. W latach 1852–1860 kolejny prywatny fundator, Piotr Kumanin, sfinansował budowę filialnego skitu Świętych Piotra i Pawła z cerkwią pod tym samym wezwaniem. W latach 1869–1870 dzięki darom kupca Dmitrija Rogatkina w kompleksie monasterskim powstała cerkiew Kazańskiej Ikony Matki Bożej, w 1868, także z darów wiernych, zbudowano kaplicę na cmentarzu mnichów. Od 1866 zakonnicy prowadzili trzyklasową szkołę dla miejscowych dzieci chłopskich, zaś w czasie wojny rosyjsko-tureckiej lat 1877–1878 udostępnili jeden z budynków klasztornych na lazaret.
W 1855 w klasztorze przebywało 30 mnichów, zaś w 1867 – już 94, co sprawiło, iż w 1870 Świątobliwy Synod Rządzący wyraził zgodę na opłacanie przez państwo potrzeb nie 12, a 92 zakonników. Łączna liczba mieszkańców klasztoru rosła przy tym nadal, już w 1875 w monasterze żyło 130 mnichów. W kolejnych dekadach odnotowano jednak jej spadek, w 1893 mnichów było 46. Następnie liczba zakonników zaczęła ponownie rosnąć. W 1880 w monasterze położony został kamień węgielny pod budowę soboru Przemienienia Pańskiego, który został ostatecznie oddany do użytku liturgicznego w 1894.

### Po rewolucji październikowej
W celu uratowania monasteru przed zamknięciem, w 1919 został on formalnie przekształcony w komunę pracy. We wspólnocie pozostawało wtedy jeszcze 40 mnichów. Do 1925 monaster funkcjonował według dawnego porządku, tracąc jedynie cenne elementy wyposażenia w czasie akcji konfiskaty kosztowności cerkiewnych. W 1925 zamknięte zostały wszystkie klasztorne cerkwie oprócz położonej na terenie skitu cerkwi Świętych Piotra i Pawła. Działała ona jeszcze rok. W 1926 również ta świątynia została zlikwidowana.
W budynkach monasterskich rozlokowano kolonię dla dzieci prowadzoną przez Ludowy Komisariat Finansów (1918), zespół domów dziecka (1924), a następnie komunę pracy, w której osiedlono 1300 bezdomnych. W 1930 wyposażenie cerkwi św. Mikołaja i Przemienienia Pańskiego zostało wywieziono do muzeum w Kołomienskoje. W latach 20. i 30. XX wieku wszystkie dawne cerkwie zostały zniszczone i przebudowane z przeznaczeniem na budynki administracyjne lub mieszkalne, w 1940 cerkiew św. Mikołaja została całkowicie zburzona.
Po II wojnie światowej monaster został uznany za zabytek, jednak w czasie prac remontowych odnowiono jedynie Ścianę Palestyńską. Na terenie klasztoru, oprócz domów mieszkalnych, znajdował się szpital dla chorych na choroby weneryczne oraz schorzenia skóry, jak również szkoła, magazyny (w dawnym soborze Przemienienia Pańskiego) i pogotowie ratunkowe.

### Po 1990
Zdewastowany kompleks klasztorny został zwrócony Rosyjskiemu Kościołowi Prawosławnemu w 1990. W tym samym roku, 19 grudnia, na jego terenie odbyła się pierwsza od lat Święta Liturgia. Stopniowo instytucje świeckie opuściły monaster. W 1992 otrzymał on status stauropigii, zaś jego pierwszym namiestnikiem (odtąd przełożonymi byli patriarchowie moskiewscy) został archimandryta Beniamin (Zaricki). W kolejnych latach odbudowywane i oddawane wiernym były kolejne cerkwie klasztorne: Świętych Mateusza i Paraskiewy (1994), Świętych Piotra i Pawła (1995), Ikony Matki Bożej „Wszystkich Strapionych Radość” (1999), sobór Przemienienia Pańskiego (2000), nowa cerkiew św. Pimena (2002). Od 1998 przy monasterze działa seminarium duchowne. Czynne są także dwa muzea – poświęcone pamięci cara Mikołaja II oraz gromadzące zabytkowe dzieła sztuki sakralnej.
Zgodnie z dekretem patriarchy moskiewskiego i całej Rusi Cyryla z 27 kwietnia 2021 r., na terenie monasteru będzie się znajdować siedziba metropolii moskiewskiej oraz eparchii kołomieńskiej, przy czym klasztor zachowa status stauropigialnego.